# Борзов Михайло Васильович
Миха́йло Васи́льович Борзо́в (20 листопада 1899, Тогул, Томська губернія — 1983) — український дерматолог, 1940 — доктор медичних наук, професор.

## Життєпис
Рано залишився без батьків, на виховання його взяв сільський вчитель. 1918 року поступає на медичний факультет Томського університету. Учасник громадянської війни в Росії, в Червоній армії — у 1919—1920 роках — як студент-медик мобілізований до військового госпіталю, працював фельдшером в Бійському військовому госпіталі. По тому продовжив навчання в Томському університеті, 1921 року переводиться на щойновідкритий медичний факультет університету в Баку.
1924 року закінчив медичний факультет Азербайджанського університету. Працював ординатором Бакинського центрального шкірно-венерологічного диспансера, 1926 на запрошення Наркомздоров'я переїздить до Самарканду, де займається організацією шкірно-венерологічного диспансера.
1940 року захистив докторську дисертацію «Про стародавність сифілісу Середньої Азії».
Очолював кафедру в Кишинівському медичному інституті. Працював директором Узбецького НДІ венерології та дерматології.
У часі нацистсько-радянської війни був начальником лабораторії Карельського фронту — в липні 1941- березні 1944, головним венерологом Карельського фронту — березень — червень 1944, головним фахівцем-дерматологом Південного фронту — до кінця війни, майор медичної служби. Брав участь у лікуванні поранених та хворих при обороні Заполяр'я. Здійснював методичне керівництво діяльністю фронтових дерматовенерологів в часі Яссько-Кишинівської, Будапештської та інших військових операцій. З лав Радянської армії звільнився 1946 року, нагороджений орденом та медалями.
З 1959 по 1973 рік очолював кафедру дерматології Одеського медичного інституту.
1959 року обраний завідувачем кафедри шкірних і венеричних хвороб Одеського медичного інституту ім. М. І. Пирогова.
У цьому часі кафедра в основному займалася проблемами:
- вивчення патогенезу, клініки, діагностики та лікування піодермітів,
- лікування хвороб сполучної тканини, котрі належать до компетенції дерматологів, як то склеродермія — з використанням вакуум-терапії,
- Мікозмікози у працівників моря,
- особливості лікування сифілісу.

Як педагог підготував 5 кандидатів наук.

## Деякі з надрукованих праць
- 1948 — «Довідник по діагностиці, терапії та профілактиці венеричних захворювань», Кишинів,
- 1950 — «Елементи дерматомікології», Кишинів,
- 1953 — «Гнійничкові захворювання шкіри», Кишинів,
- 1957 — «Шляхи та досягнення боротьби з дерматомікозами в Радянській Молдавії», Кишинів,
- 1958 — «Юглон та його застосування в медицині та ветеринарії», разом з Л. Н. Айзенберг, А. Г. Межеваловою,
- 1961 — «Червона вовчанка», Кишинів.